# Linea C (metropolitana di New York)
La linea C Eighth Avenue Local è una linea della metropolitana di New York, che collega la città da nord, con capolinea presso la stazione di 168th Street, a est, con capolinea presso Euclid Avenue. È indicata con il colore blu vivido poiché la trunk line utilizzata a Manhattan è la linea IND Eighth Avenue.

## Storia

### 1900-1999
La linea C e la linea CC furono attivate il 1º luglio 1933, in concomitanza con l'apertura della linea IND Concourse. La linea CC, diretta antenata dell'attuale linea, svolgeva un servizio locale tra Bedford Park Boulevard e Hudson Terminal durante le ore di punta e tra 205th Street e Hudson Terminal durante le ore di morbida. La linea C effettuava invece un servizio espresso tra 205th Street e Bergen Street, a Brooklyn, durante le sole ore di punta.
Il 19 agosto 1933, linea C venne troncata presso Hudson Terminal e il servizio venne esteso anche nelle ore di morbida, mentre la linea CC fu limitata a Bedford Park Boulevard. Successivamente, il 1º gennaio 1936 la linea CC venne estesa fino alla stazione di Jay Street – Borough Hall e il 9 aprile 1937 la linea C fu prolungata fino a Hoyt-Schermerhorn Streets. Dal 1º luglio 1937, alcuni treni della linea C continuarono a raggiungere la stazione di Bergen Street durante le ore di punta, mentre il servizio della linea durante i fine settimana venne soppresso; di conseguenza, la linea CC venne nuovamente riportata presso la stazione di 205th Street come compensazione.
Il 15 dicembre 1940, con l'apertura della linea IND Sixth Avenue, fu attivata la linea D che iniziò a svolgere un servizio espresso lungo la linea IND Concourse insieme alla linea C. La linea CC, indietreggiata presso la stazione di Hudson Terminal, rimase invece attiva solo nelle ore di punta e durante il sabato, venendo sostituita nelle altre fasce orarie dalla linea D. In seguito, il 10 ottobre 1944, il servizio della linea C durante il sabato fu eliminato.
Il 24 ottobre 1949, la linea C venne soppressa e per compensare la sua eliminazione il servizio della linea D fu incrementato. La linea CC iniziò invece a terminare presso Broadway-Lafayette Street durante i gironi feriali, mentre durante il sabato il capolinea meridionale rimase Hudson Terminal. Successivamente, il 29 dicembre 1951, il servizio durante il sabato venne eliminato e il 30 ottobre 1954 il capolinea tornò ad essere sempre Hudson Terminal.
Il 30 agosto 1976, la linea CC sostituì la linea E lungo la linea IND Fulton Street, terminato presso Rockaway Park-Beach 116th Street; divenne di conseguenza l'unica linea della rete ad attraversare tutti i quattro boroughs serviti dalla metropolitana. Inoltre, le corse della navetta Rockaway furono fuse con quelle della linea assumendo la denominazione CC in sostituzione dell'originale HH. Poi, nel maggio 1985, con l'eliminazione delle doppie lettere dalla nomenclatura della rete, la linea CC fu rinominata linea C mentre alla navetta fu assegnata la lettera H.
Il 12 dicembre 1988, in seguito alla soppressione della linea K, il servizio della linea C venne prolungato anche nelle ore di morbida, esclusa la notte, e strutturato nel seguente modo: tra Bedford Park Boulevard e Euclid Avenue durante le ore di punta, tra 145th Street e Euclid Avenue durante la mattina e tra 145th Street e World Trade Center di sera e nei fine settimana. Nell'aprile del 1995, il servizio di mattina e nei fine settimana venne esteso fino alla stazione di 168th Street slavo poi essere nuovamente ridotto preso la stazione di 145th Street nel novembre dello stesso anno.
Il 1º marzo 1998, linee B e C, che svolgevano entrambe un servizio locale lungo la porzione nord della linea IND Eighth Avenue, si scambiarono i rispettivi capolinea settentrionali, ponendo fine al servizio della linea C nel Bronx. Di conseguenza, la linea C, invece di alternare tre diversi capolinea a seconda delle fasce orarie, iniziò a terminare sempre presso 168th Street. Successivamente, nell'aprile del 1999, la linea venne estesa presso Euclid Avenue anche di sera e nei fine settimana svolgendo un servizio locale a Brooklyn. Di notte, il servizio locale a Brooklyn era assicurato dalla linea A, che era invece espressa quando la linea C era attiva.

### 2000-presente
Dopo gli attentati dell'11 settembre 2001, la stazione World Trade Center divenne inutilizzabile come capolinea meridionale della linea E e di conseguenza la linea C fu soppressa fino al 24 settembre 2001. Fino ad allora, il servizio locale lungo la porzione nord della linea IND Eighth Avenue venne assicurato dalle linee A e D, mentre la linea E venne estesa dalla stazione di Canal Street a quella di Euclid Avenue per sostituire il servizio locale della linea C a Brooklyn.
Il 23 gennaio 2005, un incendio scoppiato presso la sala di controllo della stazione di Chambers Street paralizzò le linee A e C. Le prime stime parlavano di circa tre o cinque anni necessari per ripristinare il servizio completo, a causa della rarità delle attrezzature distrutte, tempo che venne in seguito ridotto a sei o nove mesi. Tuttavia, il 2 febbraio 2005, circa il 70% del servizio della linea era già stato ripristinato e il 21 aprile il servizio fu ripristinato nella sua interezza.

## Il servizio
A differenza del resto della rete, attiva 24 ore su 24, il servizio della linea C Eighth Avenue Local è limitato a fasce orarie ben precise. La linea è infatti attiva tra le 5:20 e le 22:20 circa, svolge per l'intero percorso un servizio locale e ferma in 40 stazioni, con un tempo di percorrenza di 1 ora e 5 minuti circa. Tra le 22.20 e le 5.20 le stazioni sono servite dalla linea A Eighth Avenue Express che invece di effettuare un servizio espresso effettua un servizio locale lungo il suo percorso.
Possiede interscambi con 21 delle altre 24 linee della metropolitana di New York, con le quattro linee della Port Authority Trans-Hudson, con i servizi ferroviari suburbani Long Island Rail Road e New Jersey Transit Rail, con i treni extraurbani dell'Amtrak e con numerose linee automobilistiche gestite da MTA Bus, NJT Bus e NYCT Bus.
Nel mese di agosto 2012, la Straphangers Campaign ha valutato la linea C come la peggiore linea della metropolitana della città, per il quarto anno consecutivo. Nessun'altra linea si era classificata come peggiore per più di tre anni di fila. Il New York Times ha invece definito la linea C come la "meno amata delle linee della metropolitana di New York", ipotizzando come una delle cause i treni che utilizza, gli R32, che con i loro circa 50 anni di età sono i più vecchi attualmente utilizzati nel sistema e che all'epoca dell'articolo costituivano l'intera flotta della linea.

### Le stazioni servite
| Stazione                                |  | Interscambi con la metropolitana                            | Altri Interscambi                   |
| --------------------------------------- |  | ----------------------------------------------------------- | ----------------------------------- |
| Manhattan                               |  |                                                             |                                     |
| 168th Street                            |  | 1 · A                                                       | NYCT Bus                            |
| 163rd Street-Amsterdam Avenue           |  |                                                             | NYCT Bus                            |
| 155th Street                            |  |                                                             | NYCT Bus                            |
| 145th Street                            |  | A · B · D                                                   | NYCT Bus                            |
| 135th Street                            |  | B                                                           | NYCT Bus                            |
| 125th Street                            |  | A · B · D                                                   | NYCT Bus                            |
| 116th Street                            |  | B                                                           | NYCT Bus                            |
| Cathedral Parkway-110th Street          |  | B                                                           | NYCT Bus                            |
| 103rd Street                            |  | B                                                           | NYCT Bus                            |
| 96th Street                             |  | B                                                           | NYCT Bus                            |
| 86th Street                             |  | B                                                           | NYCT Bus                            |
| 81st Street-Museum of Natural History   |  | B                                                           | MTA Bus · NYCT Bus                  |
| 72nd Street                             |  | B                                                           | MTA Bus · NYCT Bus                  |
| 59th Street-Columbus Circle             |  | 1 · A · B · D                                               | MTA Bus · NYCT Bus                  |
| 50th Street                             |  | E                                                           | NYCT Bus                            |
| 42nd Street-Port Authority Bus Terminal |  | 1 · 2 · 3 · 7 · A · E · N · Q · R · W · 42nd Street Shuttle | MTA Bus · NJT Bus · NYCT Bus        |
| 34th Street-Penn Station                |  | A · E                                                       | Amtrak · LIRR · NJT Rail · NYCT Bus |
| 23rd Street                             |  | E                                                           | NYCT Bus                            |
| 14th Street                             |  | A · E · L                                                   | NYCT Bus                            |
| West Fourth Street-Washington Square    |  | A · B · D · E · F · M                                       | PATH · NYCT Bus                     |
| Spring Street                           |  | E                                                           | NYCT Bus                            |
| Canal Street                            |  | A · E                                                       | NYCT Bus                            |
| Chambers Street                         |  | 2 · 3 · A · E                                               | PATH · NYCT Bus                     |
| Fulton Street                           |  | 2 · 3 · 4 · 5 · A · J · Z                                   | NYCT Bus                            |
| Brooklyn                                |  |                                                             |                                     |
| High Street                             |  | A                                                           |                                     |
| Jay Street-MetroTech                    |  | A · F · N · R                                               | MTA Bus · NYCT Bus                  |
| Hoyt-Schermerhorn Streets               |  | A · G                                                       | MTA Bus · NYCT Bus                  |
| Lafayette Avenue                        |  |                                                             | NYCT Bus                            |
| Clinton-Washington Avenues              |  |                                                             | NYCT Bus                            |
| Franklin Avenue                         |  | Franklin Avenue Shuttle                                     | NYCT Bus                            |
| Nostrand Avenue                         |  | A                                                           | LIRR · NYCT Bus                     |
| Kingston-Throop Avenues                 |  |                                                             | NYCT Bus                            |
| Utica Avenue                            |  | A                                                           | NYCT Bus                            |
| Ralph Avenue                            |  |                                                             | NYCT Bus                            |
| Rockaway Avenue                         |  |                                                             | NYCT Bus                            |
| Broadway Junction                       |  | A · L · J · Z                                               | LIRR · NYCT Bus                     |
| Liberty Avenue                          |  |                                                             | NYCT Bus                            |
| Van Siclen Avenue                       |  |                                                             |                                     |
| Shepherd Avenue                         |  |                                                             |                                     |
| Euclid Avenue                           |  | A                                                           | MTA Bus · NYCT Bus                  |

## Il materiale rotabile
Sulla linea C vengono attualmente usati due diversi materiali rotabili, gli R32 e gli R160. I primi risalgono agli anni 1960 e furono prodotti dalla Budd Company, i secondi sono degli anni 2010 e furono prodotti dall'Alstom. Le vetture a disposizione della linea sono in totale 80 R160 e 64 R46, assemblabili in diverse configurazioni. Il deposito assegnato alla linea è quello di 207th Street.
In particolare, gli R32, attualmente i più vecchi rotabili della rete con oltre 50 anni di esercizio, rappresentavano fino a poco tempo fa gran parte della flotta della linea e hanno sicuramente contribuito a classificare, nel 2012, la linea C come la peggiore delle linee della città, per il quarto anno consecutivo. Non casualmente, nel mese di agosto 2011, il New York Times definì questi treni come "un ricordo triste, per i passeggeri, di un'epoca sotterranea precedente".